# 外国語学部
外国語学部（がいこくごがくぶ）は、大学の学部のひとつである。語学を専門とし、卒業して取得できる学位は「言語・地域文化」「外国研究」「外国文化」「言語・文化」などの学士である。外国語大学の教育研究内容についても本項の対象とする。

## 教育内容・目標
外国語学部の専門教育は「二重専攻（ダブルメジャー）」と呼ばれる物であり、主に
「Ⅰ.高度な言語運用能力の獲得」と「Ⅱ.学問的な知識・研究方法の獲得」
の2つの専門性・教育目標を持つ。

### Ⅰ.高度な言語運用能力
- ①. 専攻外国語
「日本語 (母語) の運用能力」を基盤に、「高度な外国語能力 (読む・書く・聞く・話す)」 を習得する。専攻語を「ツールとしての言語」として使いこなせるようになる為の、徹底的・実践的なプログラムが用意されている。主に教授の対象とされるのはCALPである。BICSは教授の対象をされないケースが多い[6]。総合的な語学力を目指す場合、授業と平行して、日常会話の演習 (暗唱・つぶやき学習[7]など) を独自に行うか、もしくは (英語の場合) 大学入学前にマスターしておくことが望ましい。
「英語専攻」の場合は、学生が既に英語学習の経験を持ち、一定以上の英語能力を身に着けていることを前提とし、それを更に高度な学術的行為やビジネス活動を行えるレベルにまで伸ばすことを目的とする[注釈 2][8]。
「英語以外の言語専攻」の場合は、原則的に、大学でその言語を初めて勉強する学生を想定し、海外の大学・大学院で学べるレベルを目的とする[注釈 3][9]。
- ②. 専攻語以外の外国語[10]
「専攻語 + 英語」もしくは「英語 + 副専攻語」の形で複数言語の学習を行うことを求められることが多い。ヨーロッパやアジアなどの大陸レベルの地域や、言語学などを研究対象とする際に複数言語の知識・運用能力を持つことが望ましいことに加え、（特に英語専攻の場合、国際語である英語の使い手になることで）特定の言語・文化に基づいた単眼的な視点に陥らないように、新しい言語を学び「複数の視点・世界観」を得る為である[11][注釈 4]。
- ③. 日本語(母語)
日本語による学習も重視されている。母語と第二言語の運用能力は、第二言語習得の初期段階では独立しているが、第二言語の熟達度が高くなるにつれ、上位処理能力 (推論・メタ認知など) において相関する[12]ためである。後述する「Ⅱ.学問的な知識・研究方法の獲得」を通じて「母語による思考力や言語運用能力」も磨いていくことになる。

### Ⅱ.学問的な知識・研究方法
- ①. 専門領域の体系的な知識・研究方法の獲得
「専門領域」を体系的に学ぶことで「課題発見力・解決力」を養い、世界とより深く関われる様になることを目指す[注釈 5]。専門領域としては、主に「地域・国家間の事象を人文・社会科学的に考察する領域」と「言語を含む人間のコミュニケーション活動を人間科学的に考察する領域」の2分野に大別される
国際関係学部・文学部・観光学部と類似したテーマに対し、教養学部と類似したアプローチを行うと言える。東京外国語大学における専修分野の対象領域や分類は、東京大学 教養学部教養学科における専攻と、ほぼ同一である。また獨協大学外国語学部における専門分野は、埼玉大学教養学部と類似している。(→#学科・専攻、他学部との関係)
特定テーマに対し、複数の学問分野から考察する「学際系リベラル・アーツ」が行われる。関連する学問分野としては、思想 (哲学・美学・宗教学など)・歴史学・文学・文化人類学・地理学・社会学 (特に文化社会学・都市社会学)・政治学・経済学・国際関係論・言語学・心理学・異文化間コミュニケーション論・表象文化論 等。また、言語学 (特に言語獲得、生物言語学、音声学など) においては生物学、物理学、脳科学なども関連分野である。言語学関連の科目の中に言語障害に関する科目が設置され、大学院課程を修了することで言語聴覚士の受験資格が得られるケースもある[13]。
- ②. 幅広い分野の学際的教養の獲得
上記の様な学際性から本学部を持つ大学の多くで、リベラル・アーツ教育が重視されており、以下の2パターンに大別される。
  - 専門教育と並行して行われるケース
(→#カリキュラムの特徴)で後述する3大学（東京外国語大学、上智大学、獨協大学）において、全学部横断的な「リベラル・アーツ科目郡」が設置されている。3大学のプログラムとも類似しており、理系科目を含む人文科学・社会科学・人間科学・自然科学に関する幅広い科目群で構成され、特にグローバル教育 (国際理解力養成科目、英語で開講される科目など) に重点が置かれている[14]。
上智大学・獨協大学では、主要学部が単一キャンパスに集約されている総合大学という利点を活かし、各学部の専門科目が提供されており、「教養学部」として一つの独立した学部に相当する科目群が提供されている[15]。幅広い分野を学際的に学ぶことに加え、経済学などの他学部の専門分野を「副専攻（サブメジャー）」として体系的に学ぶことも可能である[16]。両大学では、特定テーマにおいて科目群のマッピングやパッケージ化が行われ、上智大学では、「グローバル・コンピテンシープログラム」「インクルーシブ社会プログラム」「死生学プログラム」などのプログラムが提供され、修了証の発行なども行われている。
  - 専攻レベルで行われてるケース
①の「専門領域の体系的な知識・研究方法」に代わり「学際的教養教育」が行われるもので、上智大学（外国語学部※副専攻を選択した場合）、名古屋外国語大学（世界教養学部）、神田外語大学（グローバル・リベラルアーツ学部[注釈 6]）、麗澤大学（英語・リベラルアーツ専攻）などが挙げられる。

## 学科・専攻、他学部との関係

### 学科・専攻
①. 専攻語・専攻地域の名称が、そのまま学科・専攻課程の名称となるタイプ
②. 対象とする専門領域が学科・専攻課程の名称となるタイプ
のいずれかに大別される。多くは①タイプだが、入学段階で専門領域が、ある程度絞られている場合②タイプが設置されるケースもある。
また近年、外国語大学が「既存の外国語学部を他名称の学部に改革するケース」や「外国語学部以外の学部を新設するケース」などが見られるが、「外国語大学」の場合、大学全体が「外国語学部」としての機能・役割を果たしていると言える。
　学科・専攻過程の名称が専攻語 (もしくは地域) 以外の例
・東京外国語大学･･･言語文化学部、国際社会学部、国際日本学部
・獨協大学･･･交流文化学科 (観光学・文化移動)
・神戸市外国語大学･･･国際関係学科
・北九州市立大学･･･国際関係学科
・愛知県立大学･･･国際関係学科
・杏林大学･･･観光文化交流学科
・名古屋外国語大学･･･世界教養学部、世界共生学部
・京都外国語大学･･･国際貢献学部 (地域コミュニティ・観光学)
　学科・専攻課程が別学部として独立した例
・上智大学 総合グローバル学部･･･旧 外国語学部副専攻
・上智大学 国際教養学部･･･旧 外国語学部比較文化学科
・獨協大学 国際教養学部･･･旧 外国語学部言語文化学科
・京都外国語大学 国際貢献学部･･･旧　外国語学部国際教養学科

### 他学部との関係
外国語学部は、その学際的性質から他学部と混同されやすい。
- 国際関係学部 & 文学部 & 観光学部 & 教養学部 など

前述の通り、上記学部とは専門領域として扱うテーマや、そのアプローチ方法 (学際系リベラル・アーツ) が類似している。しかし、外国語学部が「的確な言語運用能力を学びの土台」としているのに対し、他学部は「諸理論や研究方法に重点を置いている」点において、根本的な目的が異なると言ってもよい。外国語学部が「実用語学のエキスパート」として「豊かな教養に裏打ちされた語学力」を目指し各専門領域を学ぶのに対し、他学部は「実用語学は、あくまで専門分野をより深く理解するための１要素」と位置付けている。
国際基督教大学 (ICU)の様な英語教育が非常に充実している教養学部との比較においても同様であり、ICUにおける英語教育 (ELA : English for Liberal Arts Program) は高等教育機関における学びを英語で行える様になることを目的とした物で、特に読み書き (論文読解・作成) に重点が置かれ、主に1年次に集中して行われる。一方、上智大学・獨協大学の外国語学部英語学科では、グローバルビジネスなども含めた、世界のあらゆる場所で活用できる、より総合的な卓越した英語力の習得を目指している。「受動的言語活動 (Listening・Reading)」「産出的言語活動 (Speaking・Writing)」を基礎に、「相互行為活動」「仲介活動」などの応用訓練までが、4年間を通じて徹底して行われる。
- 国際教養学部

2000年代半ば以降、国際教養大学を始め、多くの大学が、一般の学生を対象に英語のみで行われるリベラル・アーツ系学部を乱立させている。実用英語を重視するという点で「外国語学部英語学科」と比較されやすいが、「外国語学部の教育は、日本語(母語)運用能力を基盤に行われ、日本語による高度な学びの機会も提供される」点で異なる。
外国語学部では、実用語学のエキスパートとして、「豊かな教養・深い思考力」を身に付けることも目的としており、日本語での教育・日本語能力 (母語) の養成も重視されている。
言語処理と思考は互いに干渉しあい、習熟レベルが十分でない外国語を使う際は、認知能力が低下する。 (外国語副作用)その為、英語が学習言語 (CALP) として習熟していなければ、英語で学んでも効率的な知識の習得や、思考力の強化は期待できない。一方、母語で学んだ思考や概念を外国語に転移することは可能である。また、それにより、成人でも母語で培った言語力を土台にして、自由に外国語を運用する能力を獲得することも可能である。翻訳・通訳に関する教育・研究も、国際教養学部ではなく、外国語学部で行われる。
もともと英語のみで教育を行う高等教育機関は、上智大学国際部 (現・国際教養学部) が、米国の外交官や軍関係者の子女など、日本在住の英語母語話者に対して、英語による高等教育の機会を提供したのが始まりだった。

## その他

### 目的とする人材養成
外国語と母語双方の高度な運用能力を有し、異文化・多様性を理解し、様々な背景を持つ人々と協調し、複雑化した課題に取り組める人材
- 国際職業人
国際的に展開する企業、外交官などの国家公務員、翻訳・通訳、観光・運輸関係の企業、文化事業の企画に関わる職業、外国語教育・日本語教育に関わる職業、新聞社・放送局などのマスメディア、国際機関や国際的NGOなど[41]
- 高度な外国語運用能力を駆使した言語・地域に関する研究者[42]。
- 外務省専門職員
対象地域の言語・文化・経済・条約等のスペシャリストであり、第一に「高い語学力」更に「総合的な資質（文化・宗教など社会的背景・価値観が異なる人々とも交渉できるコミュニケーション能力など）」が求められ、本学の学びと直結している職業であるとされる[43]。実際に本学部出身者が多い[44]。

### 留学
「異文化を五感で感じる」「自らがマイノリティになる」など有益な学びを得られる機会として、本学部を持つ大学の多くが、学生の海外留学支援に力を入れている。国際教養学部同様に、半年～１年の留学を必須としている大学も多い (関西大学、麗澤大学、帝京大学、目白大学など)。これらのケースでは各大学への授業料とは別途に留学費用が必要となる。
その一方で、「留学は限られた学生にのみ可能な選択肢。留学しなくても学生生活の中で、高度な語学力や国際的視点を養える環境作りを行うべき」(獨協大学)とし、正課教育や学内環境の充実に努める大学や、「語学は留学しなくても可能」とした上で、日本で学ぶメリットなどと共に「あえて留学しない選択」(上智大学)も提示している大学もある。

## カリキュラムの特徴
主に以下の3タイプの科目を組み合わせることでカリキュラムを構成している。
- ①. 専攻語の運用能力を養成する科目
- ②. 専門領域の概論・関連分野を幅広く学ぶ科目 (主に日本語で学ぶ)
- ③. 専門領域の各論・演習科目 (日本語、および専攻語で学ぶ)

①に関しては、学科・専攻単位 (●●語学科など) で独自に行われる。一方、②③に関しては、学科や学部の枠を越え、横断的な教育を行うケースも多い。
②に関して、下記3大学の英語学科(専攻) は、学生の入学時点の英語力の水準が既に高く、１年次の必修科目の中に、入門レベルの専門分野の講義を英語で受ける科目が既に設置されている。

### 国立外国語大学の例
東京外国語大学 (1949年設置) の場合は言語文化学部・国際社会学部・国際日本学部が設置されている。3学部とも、カリキュラムは「世界教養プログラム」と「専修プログラム」により構成される。
- 世界教養プログラム
3学部共通で行われ「言語科目」（更に　専攻言語 / 諸地域言語 / 英語 / 教養外国語　の4つに分類される）「地域基礎科目」「教養科目」で構成される。 専攻言語は、各学生が専攻する言語であり、同一言語であれば2学部共通で行われる。例えば言語文化学部 (英語専攻) の学生と、国際社会学部 (北アメリカ地域専攻×配属言語：英語) の学生は同一のカリキュラム・授業を履修する。
- 専修プログラム
各学部独自で行われ、「導入科目」→「概論科目」→「選択科目 (専門講義・演習・卒論)」と段階的に教育が行われ、3年次以降は各コースに所属する[注釈 9]。
  - 言語文化学部は「人間の精神・精神的営み」を考察する。
 ①. 地域コース　②. 超域コース
①は、特定の地域に焦点を当て、文学、芸術、思想・宗教、民族、伝統文化などを考察する。また地域で用いられている言語 (個別言語学) についても考察する。②は、地域の枠を越えた人間の普遍性を考察する。言語学、コミュニケーション学、人間科学、翻訳通訳論などを扱う。
  - 国際社会学部は「世界諸地域の構造や課題」を考察する。
①. 地域社会研究コース　②. 現代世界論コース　③. 国際関係コース
①は、特定の地域に焦点を当て、歴史、政治、経済、社会などの面から総合的・構造的に解析していく。②は、テロリズム、差別 (性・人種・民族など) 環境問題などの課題に対して、複数の社会科学領域 (社会学・政治学・哲学など) から横断的アプローチを行い、問題解決の方法を模索する[52]。③は、国際社会を社会科学的手法 (政治学・経済学・法学・経営学など) で歴史・理論・実証的に考察する。
  - 国際日本学部は「日本を国際的・多角的・複眼的な視点」で考察する。日本人学生は英語を、留学生は日本語を専攻語とし、講義は両言語により行われる。また、他学部同様「諸地域言語科目」、「教養外国語科目」などで英語・日本語以外の言語も学ぶ。
①. 政治・経済・社会・歴史　②. 文学・文化　③. 日本語学　④. 日本語教育学
専修分野としては、複眼的に日本を考察する為、上記分野から2分野以上学ぶことが義務付けられている。また上記分野を横断的に学ぶ「異分野横断研究」などの科目も設置されている[53]。

### 私立外国語学部の例①
上智大学外国語学部英語学科 (1958年設置) の場合は「第一主専攻」と「第二主専攻 or 副専攻(※以降は便宜上『第二主専攻』と記載する)」が設置されており、両方の科目を組み合わせて学ぶ。また、他学部と共通でリベラル・アーツ科目郡「全学共通科目」も設置されている。
- 第一主専攻
英語学科独自で行われ、殆どの科目が英語で行われる。以下①～③で構成される。1・2年次に必修科目 (①・②) として週5コマ程度設置されている。加えて選択必修科目 (①・②・③) として、16単位以上を履修する[注釈 11]。
  - ①英語運用能力を養成する科目[注釈 12]
  - ②英語圏の文化・社会・言語を学ぶ科目[注釈 13]
  - ③国際教養学部の一部の科目
- 第二主専攻
外国語学部の他学科 & 総合グローバル学部と共通で、9領域が専門分野として主に日本語で開講されている。第2外国語の授業などで他言語の運用能力を習得しておくことで、専攻語以外の言語や言語圏について研究することも可能となる[注釈 14][54]。専門分野の登録は2年次後期に行うが、科目の履修は1年次から可能。①～④、⑥、⑦は対象地域を歴史・宗教・文学・芸術・表象・政治・経済・産業などから多角的に考察する。地域研究（①～④、⑥、⑦）と国際関係研究（⑧、⑨）は両輪をなす学問分野であることから、どちらの分野も柔軟に往復できるようになっている[55]。
  - 外国語学部で開講される領域（①北米研究 ②ヨーロッパ研究 ③ラテンアメリカ研究 ④ロシア・ユーラシア研究 ⑤言語研究）
①②⑤の科目と「第一主専攻」②の科目は一部重複している。⑤は言語の構造を分析する「理論言語学」、人間のコミュニケーション活動について幅広く考察する「応用言語学」に大別される。更に「言語聴覚障害」や「日本語教育」に関する科目も設置されている。
  - 総合グローバル学部で開講される領域（ ⑥アジア研究 ⑦中東アフリカ研究 ⑧国際政治研究 ⑨市民社会・国際協力論研究）
総合グローバル学部により開講される為、外国語学部生の演習科目履修には人数制限が設定されている[注釈 15][54]。⑧、⑨は国際社会へそれぞれ異なった視点でアプローチを行う。⑧は国家や国際機関の視点から、国際政治学を中心に外交政策や比較政治学などを学ぶ。⑨は人々の生活や動きに焦点を当て、開発援助、移民・難民、ジェンダー、貧困、ボランティアなどについて学ぶ。

### 私立外国語学部の例②
獨協大学外国語学部英語学科 (1964年設置) の場合は、「英語運用能力を養成する科目」と「専門分野について学ぶ科目」が、「学科基礎科目・学科共通科目・学科専門科目」として英語学科独自に設置されており、「関連科目」も他学科や学部と共通で設置されている。
- Ⅰ.学科基礎科目＆学科共通科目
主に英語運用能力を養成する科目である。
「学科基礎科目」は必修科目として設置されている、1年次週6コマ＆2年次週3コマの英語スキル養成科目である。また1年次に週2コマ設置されている専門分野（下記「学科専門科目の4コース）の基礎を学ぶ概論科目である。
「学科共通科目」は、2～4年次に選択必修科目として設置されており、自由に履修可能な英語スキル養成科目である。主に下記3タイプの科目が設置されている。
  - 授業をSpeaking / Writingの訓練（「Discussion」、「Advanced Writing」など、）をメインに行う「言語活動の場」とすることで総合的な英語力を養成する科目。
  - 専門的な内容（「Conflict and Development」「Videogames in Contemporary Society」「ディズニー映画の文化研究」「表象文化のシンボル」など）を英語で学ぶ「英語専門講読」。
  - 翻訳、通訳、ビジネス英語、メディア英語など専門的な英語スキルを学ぶ科目。
- Ⅱ.学科専門科目
専門分野の学問的な知識や研究方法を身に着けていく科目である[57]。2年進学時に、4分野（①グローバル社会 ②メディア・コミュニケーション ③文学・文化・歴史 ④言語・教育）いずれかのコースに所属し、講義科目に加え、3・4年時には演習科目を履修する。
  - コース横断科目　上記4分野に加えて、いずれのコースの学生も専門科目として履修できる科目も設置されている。国際情勢について英語で学ぶ「Global Studies」や、諸テーマについて学際的に考察を行う「ディズニー研究 （ポップカルチャー・スタディーズ、フィルム・スタディーズ）」「世界ブランド論」などの科目が開講されている。
- Ⅲ.関連分野
学部や学科の枠を超えて、幅広い分野から学際的に知識やスキルを学べる科目である。
  - 外国語学部共通科目 & 交流文化学科の専門科目　外国語学部他学科（ドイツ語学科・フランス語学科・交流文化学科）と共通の科目群である。「外国語学部共通科目」は、学部で扱う諸テーマ (「モビリティと文化・社会」「視覚文化」「フィールドワーク」「ジェンダー」「EU研究」など) に対し教員が学科の枠を越え、複数視点の分析を行う[注釈 16]。
「交流文化学科の専門科目」では、トランスナショナル文化・ツーリズムに関する科目から、地域の枠を越えた文化・社会に関する考察を行う (「トランスナショナル・メディア論」「ツーリズム人類学」「東南アジアのナショナリズム」「移民・難民と日本社会」など)。
  - 全学共通カリキュラム 経済学部・法学部・国際教養学部と共通で学部横断的に開講されている「リベラル・アーツ」プログラムである。各学部の専門科目が提供されているので、外国語学部の学生でも経済学や法律学を体系的に履修することも可能[58]。

## 外国語学部を設置している (いた) 日本の大学
本学部を持つ大多数の大学が、「環太平洋地域の言語のみ」もしくは「英語のみ」を専攻語としている。ドイツ語学科・フランス語学科などを備え、ヨーロッパまでを対象としている大学は少ない。その他「英語以外の言語は独立した専攻語学科として設置していない(神田外語大学や京都産業大学など)」「英語以外の専攻語学科を統廃合、もしくは国際系学部へと改革する(関西外国語大学や名古屋学院大学など)」などのケースが多く見られる。特に私立大学において、英語以外の専攻語の教育研究の規模は縮小傾向にある。
「◎」は外国語大学だが、学部は他名称に変更。
「▲」は専攻語が「環太平洋地域の言語 (主に英語・中国語・朝鮮語・スペイン語・ロシア語など)」のみ。
「△」は専攻語が「英語」のみ。
「×」は統廃合 (別学部として、類似する学科・専攻が残っているケースも有り)。

### 国立大学
| - ◎東京外国語大学 (1949年設置) - 大阪外国語大学 (1949年設置) → 大阪大学 (2007年設置) |

### 公立大学
| - ▲神戸市外国語大学 (1949年設置) - ▲北九州市立大学 (1950年設置) - 愛知県立大学 (1966年設置) |

### 私立大学 (設置順)
| - 天理大学 - 上智大学 - 京都外国語大学 - 麗澤大学 - 南山大学 - 獨協大学 - ▲神奈川大学 - ▲関西外国語大学 - 京都産業大学 - ×▲札幌大学 | - ▲大東文化大学 - △大阪学院大学 - ▲拓殖大学 - ▲常葉大学 - ▲神田外語大学 - ×姫路獨協大学 - ▲杏林大学 - ▲明海大学 - 名古屋外国語大学 | - △名古屋学院大学 - △岐阜聖徳学園大学 - ▲熊本学園大学 - ×△名古屋商科大学 - △北海道文教大学 - 長崎外国語大学 - △文京学院大学 - ▲目白大学 - ▲摂南大学 | - 帝京大学 - ▲関西大学 - △名城大学 - 西南学院大学 |

## 専攻語として教授される（いた）主な言語
（ ）内は副専攻など。
東京外国語大学において、14地域27言語の専攻、大阪大学外国語学部において、25言語もの専攻語数を擁している。
日本語学・日本語教育・日本学に関する教育研究を目的とする日本語学科を設置している大学もある。
今のところヘブライ語、アラム語、ギリシア語、ラテン語などを学科・専攻レベルで設置している大学は存在していない。

### あ行
1. アラビア語 - 東京外国語大学、大阪大学　（上智大学、獨協大学、神田外語大学、京都外国語大学、京都産業大学）
2. イタリア語 - 東京外国語大学、大阪大学、京都外国語大学、京都産業大学 （神戸市外国語大学、上智大学、獨協大学、神田外語大学、麗澤大学）
3. インドネシア語 - 東京外国語大学、大阪大学、南山大学、京都産業大学、神田外語大学、摂南大学、天理大学　（神戸市外国語大学、上智大学、京都外国語大学）
4. ウズベク語 - 東京外国語大学
5. ウルドゥー語 - 東京外国語大学、大阪大学
6. 英語 - 東京外国語大学、大阪大学、愛知県立大学、神戸市外国語大学、北九州市立大学、上智大学、京都外国語大学、麗澤大学、南山大学、名古屋外国語大学、名古屋学院大学、名古屋商科大学、名城大学、獨協大学、札幌大学、北海道文教大学、大東文化大学、目白大学、神奈川大学、明海大学、神田外語大学、拓殖大学、帝京大学、京都産業大学、関西外国語大学、関西大学、摂南大学、天理大学、長崎外国語大学
7. オランダ語 - （京都外国語大学）

### か行
1. カンボジア語 - 東京外国語大学　（上智大学）
2. ギリシア語 - （大阪大学、獨協大学、京都外国語大学、京都産業大学）

### さ行
1. サンスクリット語 - （京都産業大学）
2. スペイン語（イスパニア語）- 東京外国語大学、愛知県立大学、神戸市外国語大学、神田外語大学、上智大学、獨協大学[注釈 20]、拓殖大学、帝京大学、神奈川大学、南山大学、京都外国語大学、京都産業大学、関西外国語大学、摂南大学、麗澤大学、大阪大学、天理大学　（長崎外国語大学）
3. スウェーデン語 - 大阪大学
4. スワヒリ語 - 大阪大学　（上智大学、京都外国語大学）

### た行
1. タイ語 - 東京外国語大学、神田外語大学、麗澤大学、大阪大学、天理大学　（上智大学、獨協大学、京都外国語大学）
2. チェコ語 - 東京外国語大学
3. 中国語 - 東京外国語大学、愛知県立大学、神戸市外国語大学、北九州市立大学、北海道文教大学、獨協大学[注釈 21]、大東文化大学、目白大学、神奈川大学、明海大学、神田外語大学、麗澤大学、拓殖大学、帝京大学、南山大学、名古屋外国語大学、京都外国語大学、京都産業大学、関西大学、摂南大学、長崎外国語大学、大阪大学、天理大学　（上智大学、関西外国語大学）
4. 朝鮮語（韓国語）- 東京外国語大学、獨協大学[注釈 22]、目白大学、神田外語大学、帝京大学、京都産業大学、大阪大学、天理大学（神戸市外国語大学、上智大学、京都外国語大学、麗澤大学）
5. デンマーク語 - 大阪大学
6. ドイツ語 - 東京外国語大学、愛知県立大学、獨協大学、麗澤大学、上智大学、帝京大学、京都外国語大学、京都産業大学、南山大学、長崎外国語大学、大阪大学、天理大学　（神戸市外国語大学、神田外語大学、関西外国語大学）
7. トルコ語 - 東京外国語大学、大阪大学　（上智大学、獨協大学、京都外国語大学）

### な行
1. 日本語 - 東京外国語大学、大阪大学、獨協大学[注釈 23]、北海道文教大学、大東文化大学、目白大学、明海大学、麗澤大学、京都外国語大学、京都産業大学、長崎外国語大学、大阪大学、天理大学（上智大学）

### は行
1. ハンガリー語 - 大阪大学
2. ビルマ語（ミャンマー語）- 東京外国語大学、大阪大学　（上智大学）
3. ヒンディー語 - 東京外国語大学、大阪大学　（上智大学、京都外国語大学）
4. フィリピン語（タガログ語）- 東京外国語大学、大阪大学　（上智大学）
5. フランス語 - 東京外国語大学、愛知県立大学、獨協大学、上智大学、帝京大学、名古屋外国語大学、南山大学、京都外国語大学、京都産業大学、長崎外国語大学、大阪大学、天理大学　（神戸市外国語大学、神田外語大学、関西大学、麗澤大学）
6. ベトナム語 - 東京外国語大学、神田外語大学、大阪大学　（上智大学、京都外国語大学、京都産業大学）
7. ヘブライ語 - （獨協大学）
8. ベンガル語 - 東京外国語大学
9. ペルシア語 - 東京外国語大学、大阪大学　（上智大学）
10. ポーランド語 - 東京外国語大学　（神戸市外国語大学、京都産業大学）
11. ポルトガル語 - 東京外国語大学、神田外語大学、上智大学、京都外国語大学、大阪大学、天理大学　（神戸市外国語大学、愛知県立大学、獨協大学、京都産業大学、南山大学）

### ま行
1. マレーシア語 - 東京外国語大学、摂南大学
2. モンゴル語 - 大阪大学、東京外国語大学

### ら行
1. ラオス語 - 東京外国語大学
2. ラテン語 - （大阪大学、上智大学、獨協大学、京都外国語大学、京都産業大学）
3. ロシア語 - 東京外国語大学、神戸市外国語大学、札幌大学、上智大学、京都産業大学、大阪大学、天理大学　（獨協大学、神田外語大学、京都外国語大学、関西外国語大学）